# BlaBlaCar Bus
BlaBlaCar Bus, anciennement BlaBlaBus (et antérieurement iDBUS puis Ouibus), est un réseau de lignes d'autocar à longue distance, en France et en Europe. En France, il dessert environ 40 villes, mais également les aéroports de Paris-Charles-de-Gaulle, Paris-Orly, Lyon-Saint-Exupéry et Nice-Côte d'Azur.
Depuis la promulgation de la loi pour la croissance, l'activité et l'égalité des chances économiques (loi Macron) en août 2015, la compagnie iDBUS, devenue Ouibus en septembre 2015, ajoute de nouvelles destinations en France, où elle concurrence directement les activités ferroviaires de sa société mère (la Société nationale des chemins de fer français (SNCF)) qui la finance à pertes sur ce marché du transport de personnes par autocar.
Ouibus, anciennement marque commerciale de la société SNCF-C6 (désormais C6), a été acquise par la société Comuto (BlaBlaCar) en juillet 2019. À cette occasion, la SNCF devient actionnaire minoritaire de BlaBlaCar au même titre que les anciens actionnaires de Comuto (personnes privées et fonds de capital-risque),, tandis que Ouibus devient BlaBlaBus, renommé BlaBlaCar Bus au printemps 2021.

## Histoire
Révélé en novembre 2011 sous le nom de « Speed », le service commercial d'iDBUS a été lancé le 23 juillet 2012, desservant Amsterdam, Bruxelles et Londres depuis le premier hub de Paris-Bercy,. Une desserte nationale entre Lille et Paris est proposée depuis le 29 août 2012.
Avec le lancement de la desserte de Milan et Turin, un deuxième hub est créé le 17 décembre 2012 à la gare de Lyon-Perrache. Depuis le 24 janvier 2013, la desserte nationale entre Lyon et Paris-Bercy et l'aéroport Paris-Charles de Gaulle et Lyon est également autorisée. Le 27 mai 2013, la compagnie ajoute une nouvelle liaison entre Marseille/Aix-en-Provence et Nice, Gênes et Milan.
Depuis le 14 octobre 2013, une liaison de nuit est proposée entre Lyon-Perrache et Barcelone.
En avril 2014, la compagnie lance une liaison Londres – Amsterdam via Bruxelles, puis complète la liaison Lyon-Perrache – Barcelone avec les villes de Montpellier et Nîmes en mai 2014[pertinence contestée].
Le 3 septembre 2015, un mois après la promulgation de la « loi pour la croissance, l'activité et l'égalité des chances économiques (loi Macron) », l'entreprise est renommée Ouibus, et ajoute plusieurs destinations françaises.
En juin 2016, un mouvement de concentration commence avec un rapprochement avec Starshipper qui regroupe 32 entreprises indépendantes. La flotte passera à 200 cars,,.
En juin 2016, la SNCF lance Ouibus dans une augmentation de capital de 16 millions d'euros, portant ainsi le capital à 80,5 millions, pour faire face aux ventes à perte pratiquées sur le secteur.
Fin 2017, Ouibus établit un partenariat avec les leaders britanniques (National Express), espagnol (ALSA) et italien pour améliorer son réseau en Europe.
Ouibus comptabilise un déficit net de 36,1 millions d'euros en 2017, pour un chiffre d'affaires de 55,3 millions d'euros. Ainsi, depuis 2013, les pertes accumulées atteignent 165 millions d'euros.
En novembre 2018, des négociations sont en cours en vue du rachat de 100 % du capital de Ouibus par BlaBlaCar. Le service sera alors renommé progressivement BlaBlaBus[source insuffisante]. Le 12 novembre 2018, la direction de Ouibus annonce l'ouverture d'un plan de sauvegarde de l'emploi pour la moitié des salariés de la compagnie.
En mars 2019, BlaBlaCar annonce que les Ouibus seront rebaptisés BlaBlaBus avant la fin de l'année 2019. BlaBlaCar souhaite implanter ces nouveaux cars à l'étranger en reliant 60 villes du Benelux et d'Allemagne. Le rachat par BlaBlaCar est effectif le 1er juillet 2019.
Blablacar-Bus n'emploie aucun personnel de conduite et n'exploite aucun autocar en direct. L'activité est sous-traitée à des autocaristes indépendants qui effectuent pour le compte de Blablacar-Bus les liaisons nationales et internationales.

## Critiques
Cette entreprise est parfois décriée pour les conditions de travail des chauffeurs,,, pour l'accueil des usagers,,, et son bilan écologique négatif. En effet, concernant ce dernier point, il est observé une baisse significative du nombre d'usagers des TER à la suite de la création des "bus macron" mais pas du nombre d'usagers de la voiture. Les Services Librement Organisé (SLO) d'Autocars auraient donc un impact carbone plus lourd sur les déplacements, le train émettant moins de CO2 que l'autocar. La dépense publique pour l'entretien des routes a également augmenté pour entretenir la voirie utilisée par les autocars.
Le service est également critiqué pour ses retards fréquents.

## Matériel roulant
La SNCF achète[Quand ?] 46 autocars auprès de deux constructeurs : Setra et Irisbus. Le parc se répartit entre 26 Setra S 416 GT-HD/2 et 20 Irisbus Magelys Pro. Les véhicules, qui respectent la norme d'émission Euro 5, sont équipés du réseau Wi-Fi, de prises électriques et de toilettes.
Depuis que Ouibus est devenu Blablabus, devenu ensuite BlaBlaCar Bus, les autocars appartiennent désormais aux sous-traitants. Les aménagements intérieurs, services individuels et la livrée varient d'un sous-traitant à l'autre.

## Résultats financiers
Pour la première année d'exercice 2012, SNCF-C6 affiche un chiffre d'affaires d'environ 2 millions d'euros. Le résultat est déficitaire à hauteur de 16,6 millions d'euros, ce qui s'explique en partie par le lancement d'activité et l'investissement nécessaire, notamment pour l'achat du parc d'autocars.
La situation s'améliore à la suite du rachat de l'activité par Blablacar, avec une rentabilité atteinte dès 2018. Le chiffre d'affaires passe de 130 millions d'Euros en 2019 à 230 millions en 2023.

## Directions
En 2015, la directrice Rachel Picard laisse la place à Roland de Barbentane[réf. nécessaire].

## Galerie de photographies

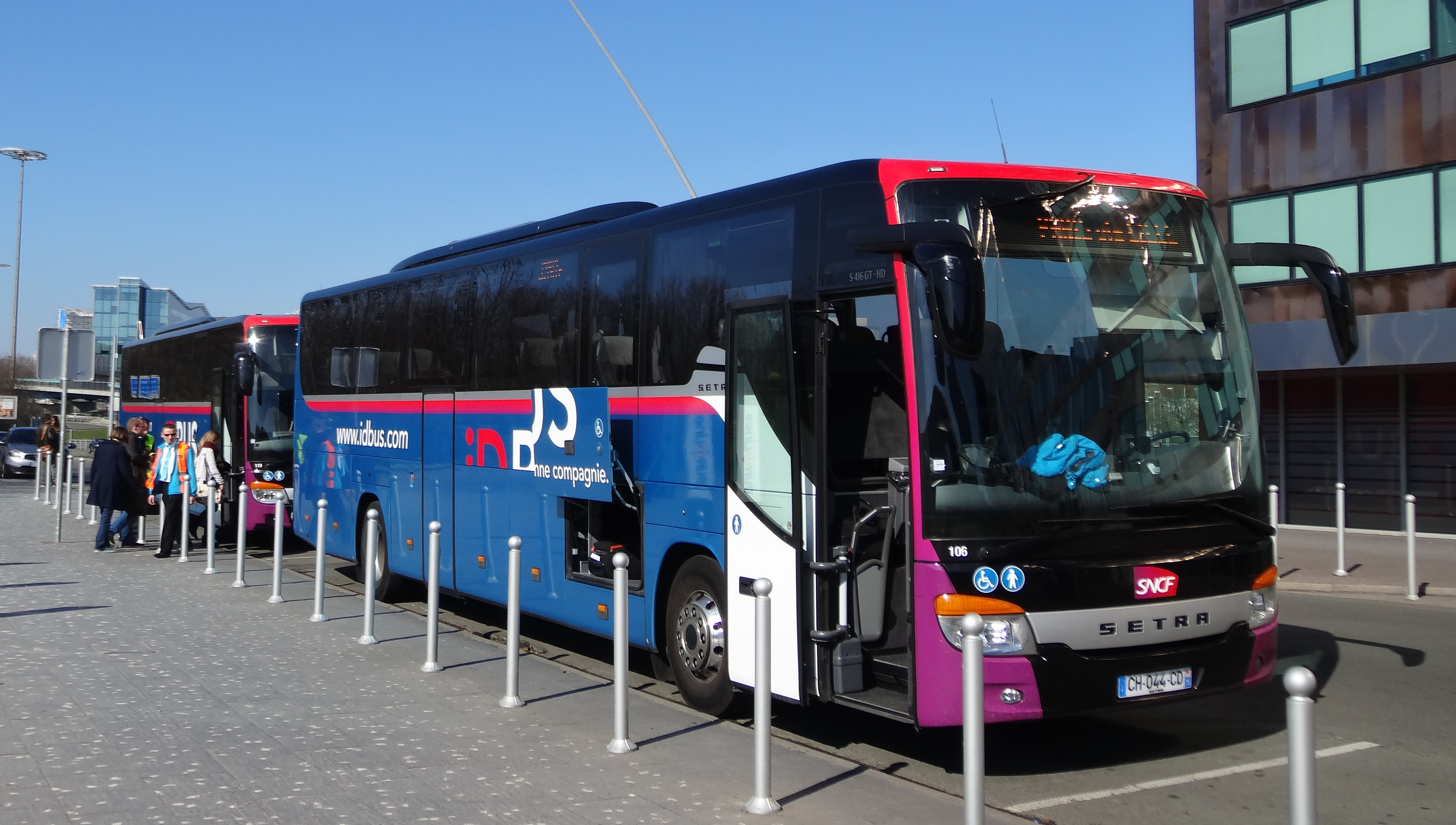
iDBUS à Lille-Europe.
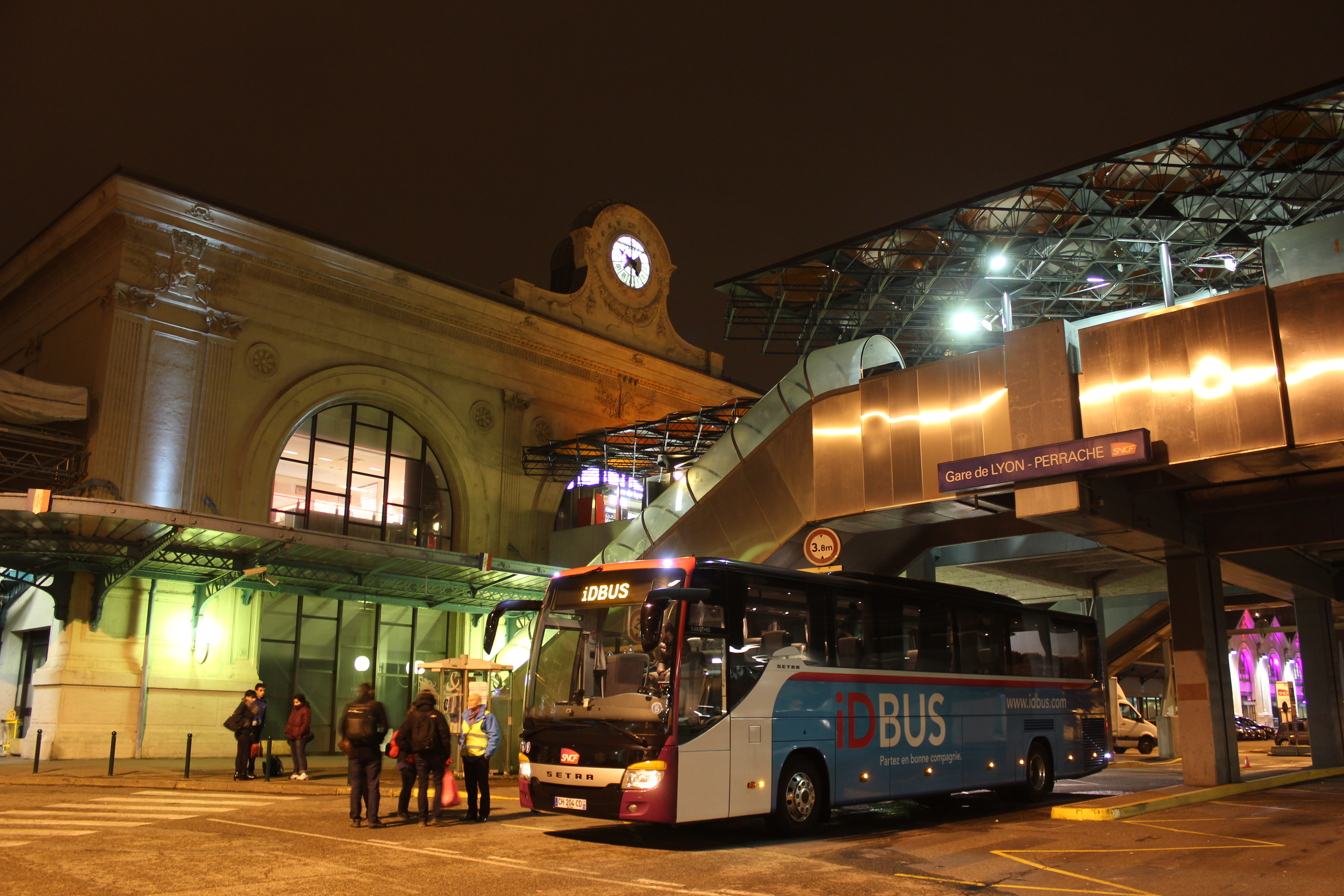
iDBUS à Lyon-Perrache.
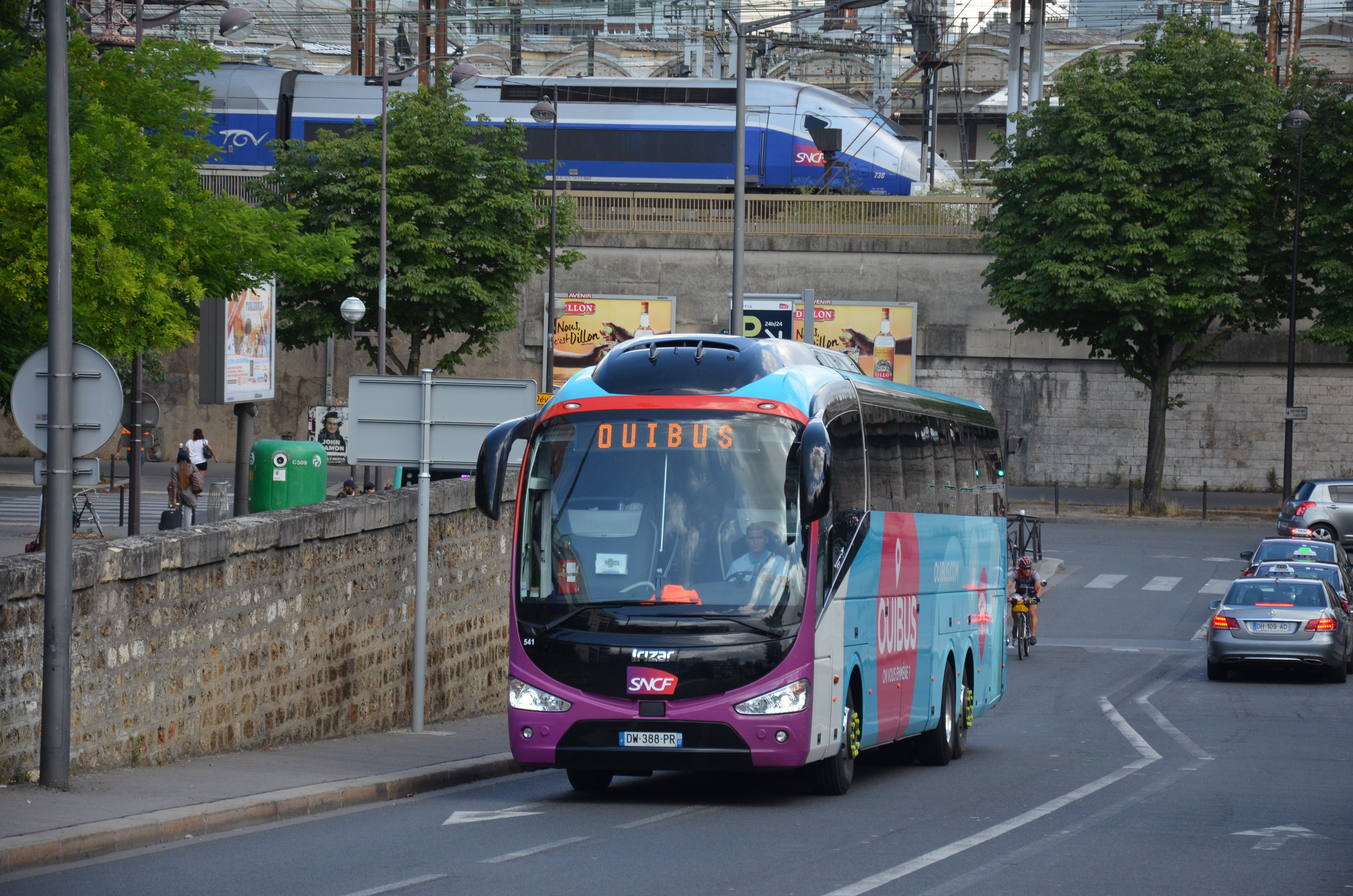
Ouibus arrivant à la gare routière de Paris-Bercy.
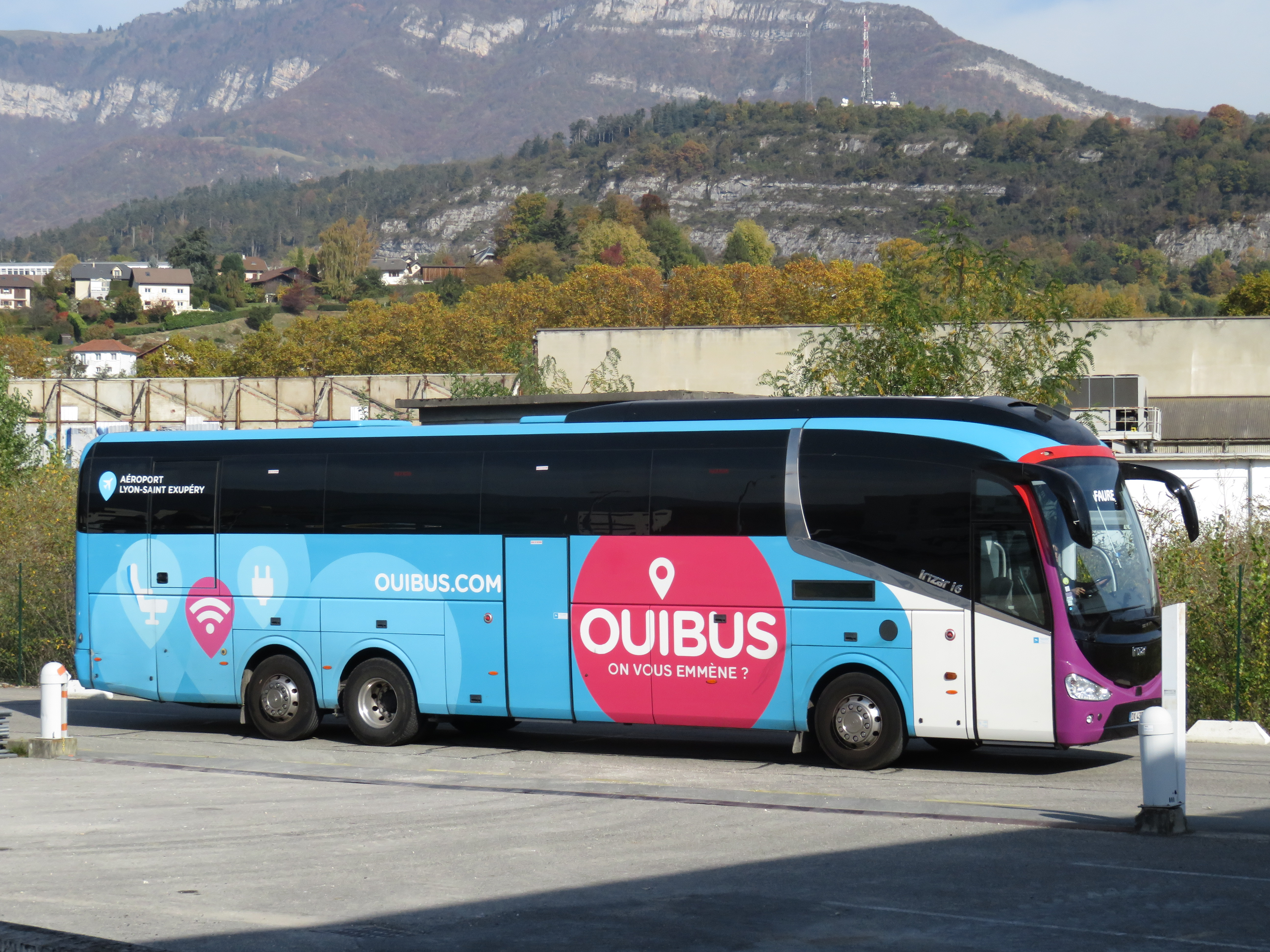
Ouibus à Chambéry.

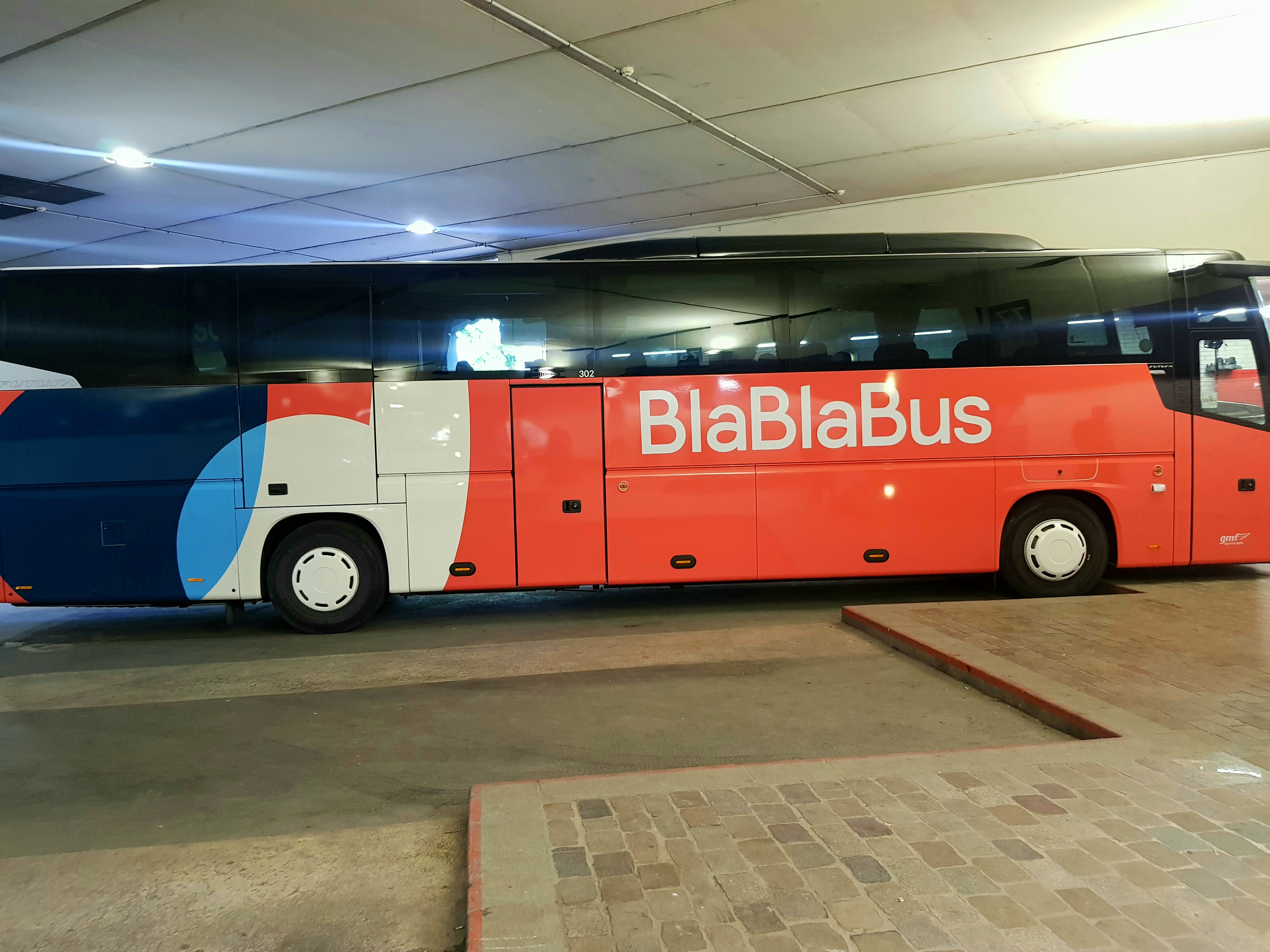
BlaBlaBus à la gare routière de Bercy-Seine (Paris).
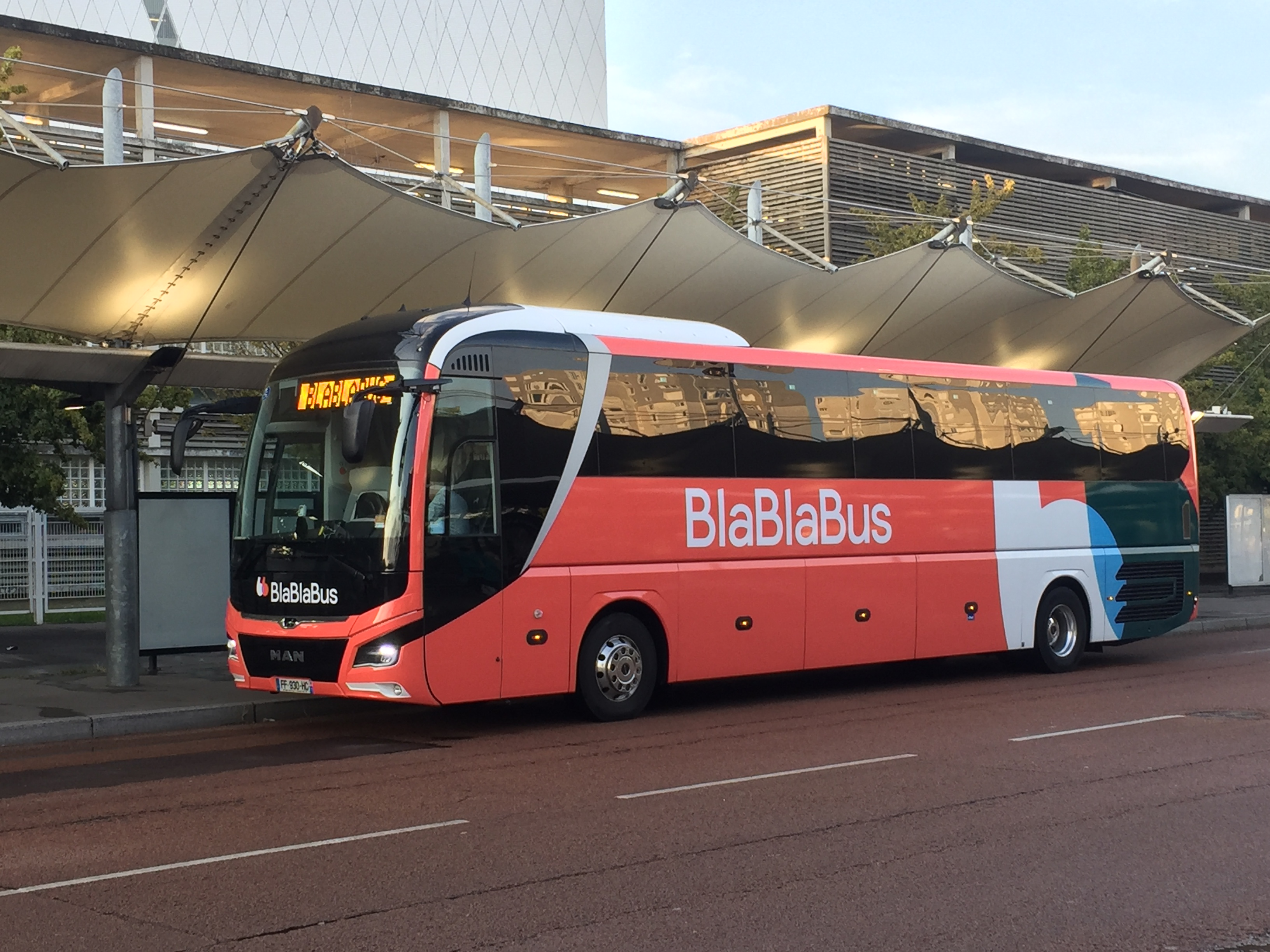
BlaBlaBus à Saint-Denis.
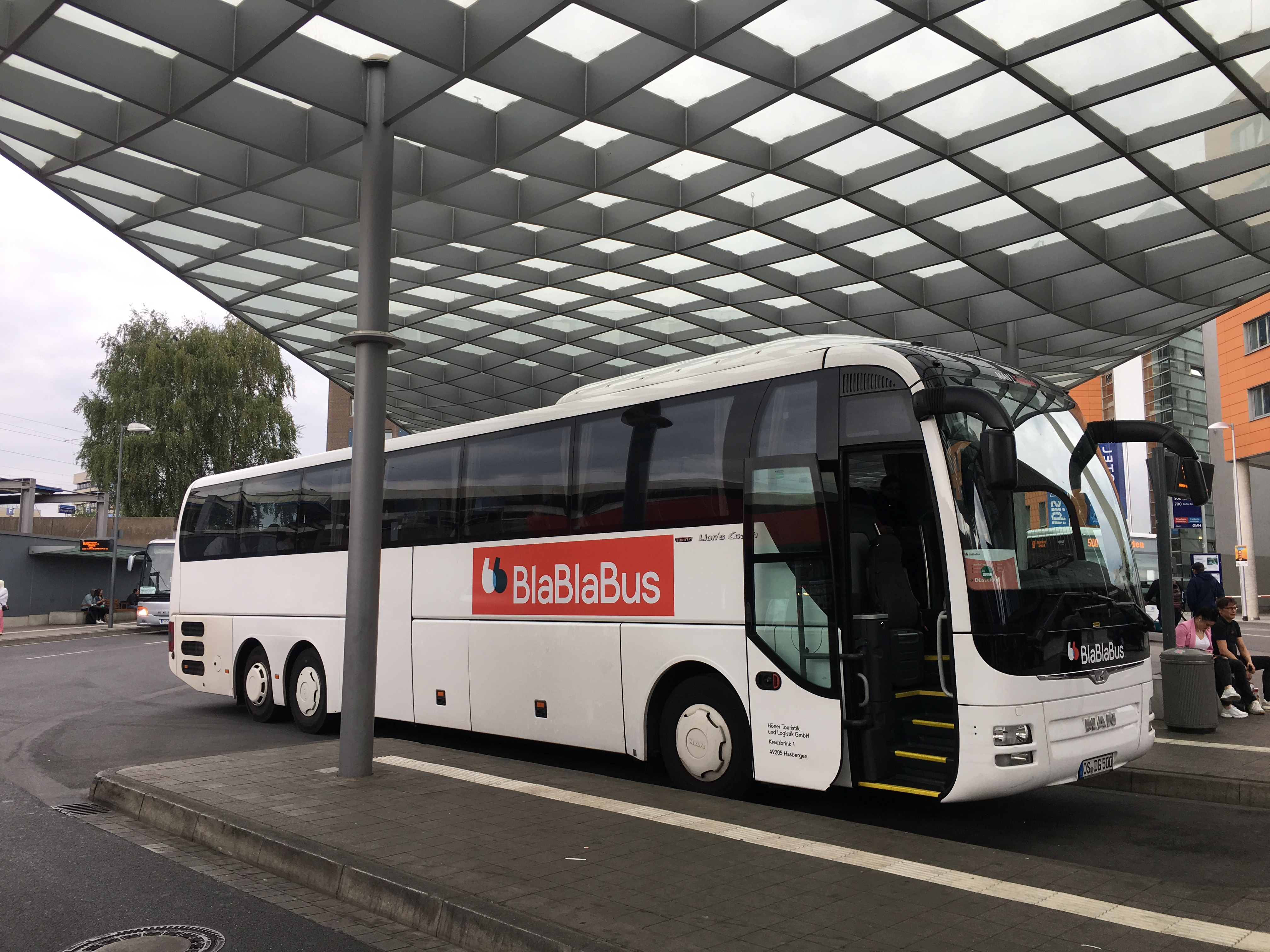
BlaBlaBus à Hanovre.
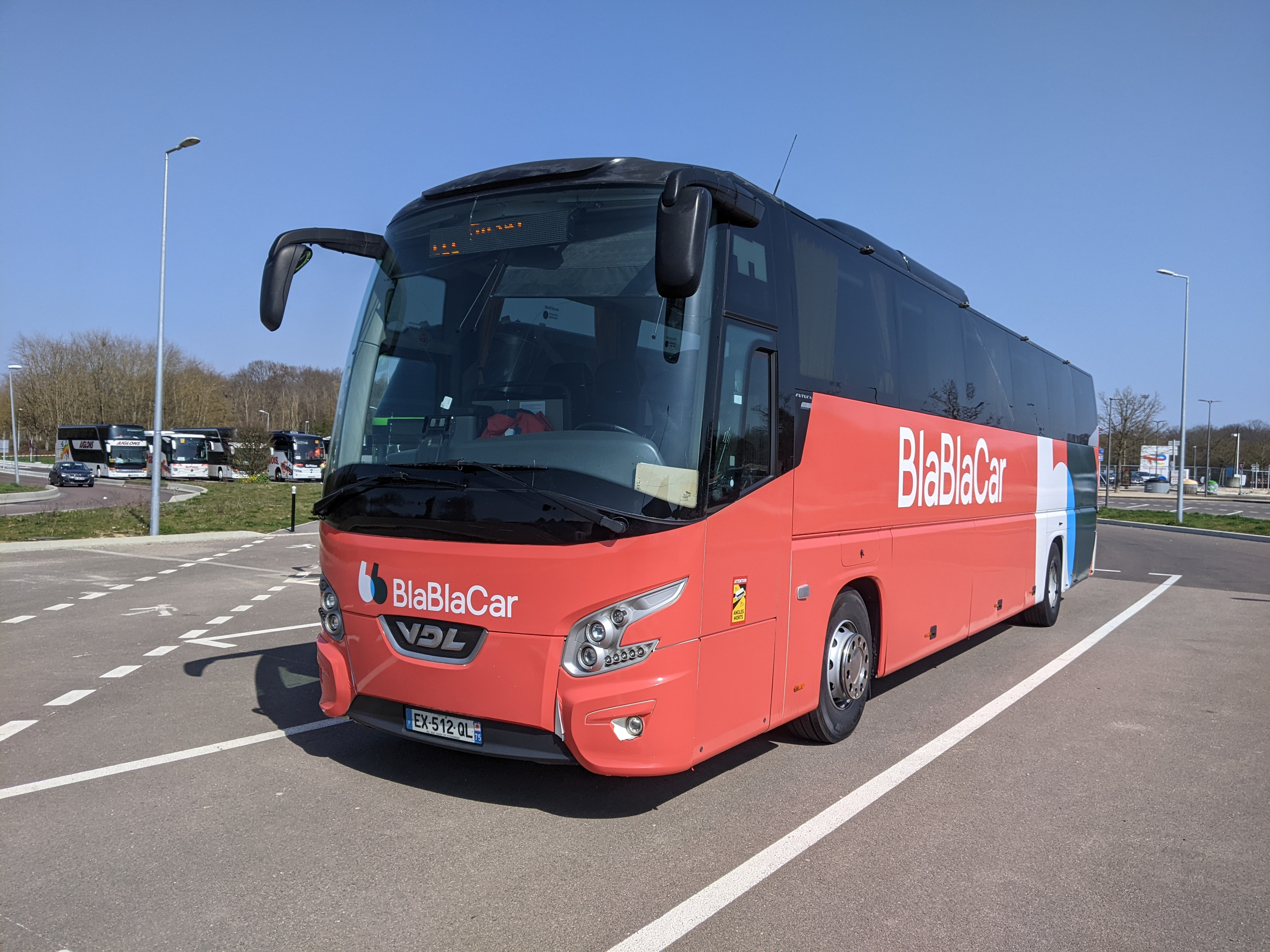
BlaBlaCar Bus sur l'aire de Venoy - Chablis (A6).